# جوزيف ك. مانسفيلد
جوزيف ك. مانسفيلد (بالإنجليزية: Joseph K. Mansfield)‏ هو ضابط أمريكي، ولد في 22 ديسمبر 1803 في نيو هيفن في الولايات المتحدة، وتوفي في 18 سبتمبر 1862 في شاربسبورغ في الولايات المتحدة.